# 2022年國際足協世界盃決賽
2022年國際足協世界盃決賽是2022年國際足協世界盃中最後一場賽事，在2022年12月18日卡塔尔国庆节，於路薩爾的卢赛尔体育场舉行，由法国和阿根廷争夺大力神杯。
比賽前半段，阿根廷全面壓制法國，並在上半場分別依靠梅西與迪馬利亞的進球一度領先法國兩球；但下半場後段风云突变，法國隊在2分鐘内憑姆巴佩的兩個進球迅速把阿根廷的領先優勢抹平，並使比賽進入加時。在加時階段，阿根廷再次由梅西的進球領先；但在加時快結束時法國隊靠姆巴佩打進第二個點球，再度扳平比分。最終兩隊互射點球，阿根廷隊前四輪全部命中；而法國隊則射失了第二與第三輪，使阿根廷时隔36年重奪世界杯冠軍。比賽過程跌宕起伏，雙方主將姆巴佩與梅西也分別首次抱走金靴獎與大力神盃，被多家媒體譽爲是體育史上最精彩的比賽之一。

## 比賽場館
決賽會在路薩爾的卢赛尔体育场舉行，大約位於多哈以北的15（9.3英里）。球場在申辦世界盃時已規劃為決賽的舉辦地點，並在2020年7月15日獲得確定為決賽舉辦地。路薩爾體育場同時會進行另外九場賽事，包括六場分組賽和三場淘汰賽賽事。
路薩爾體育場由卡塔爾足球協會擁有，是由英國公司福斯特建築事務所和博普樂思設計。球場會利用太陽能進行冷卻，可達到零碳排放。球場在2017年4月展開興建工程，原計劃於2020年竣工。但及後完工時間有所延誤，最終在2021年11月正式興建完成。

## 晉級之路
| 排名 | 隊伍         | 賽 | 分 |
| ---- | ------------ | -- | -- |
| 1    | 阿根廷       | 3  | 6  |
| 2    | 波蘭         | 3  | 4  |
| 3    | 墨西哥       | 3  | 4  |
| 4    | 沙烏地阿拉伯 | 3  | 3  |

| 排名 | 隊伍     | 賽 | 分 |
| ---- | -------- | -- | -- |
| 1    | 法國     | 3  | 6  |
| 2    |          | 3  | 6  |
| 3    | 突尼西亞 | 3  | 4  |
| 4    | 丹麦     | 3  | 1  |

### 阿根廷
过去三年36场比赛未尝败绩的阿根廷小组赛分入C组，首场比赛遭遇沙特阿拉伯。主力梅西开场10分钟憑一記十二碼罰球攻破沙特大门，为阿根廷先開紀錄。然而其后三個入球都被裁判判罚越位而作廢，打擊了阿根廷的士气。下半场刚开始，沙特阿拉伯的萨利赫·谢赫里和萨利姆·多萨里在五分钟内连下两城反先，落後的阿根廷之後全力圍攻沙特，但在对方的严防死守之下未能破门，沙特阿拉伯最终以2比1爆冷擊敗阿根廷。尽管首场比赛失利，阿根廷还是收拾好心情，在接下来对阵墨西哥的比赛，憑梅西下半場的遠射先開紀錄，最終以2比0擊敗墨西哥，重燃出線機會。在最後一場分組賽，阿根廷的梅西雖然射失一記十二碼，但最後仍以2比0拿下波兰，成功以小组第一的排名晋级淘汰赛。
阿根廷在淘汰赛阶段的首场比赛，是对阵D组次名出線的澳洲。开场梅西打响一炮，上半場阿根廷領先一球。下半場初段胡利安·阿尔瓦雷斯把握澳洲门将马修·瑞恩的失誤射入空门，令阿根廷兩球領先。下半场後段澳洲一記不中目標的遠射卻射中阿根廷的恩佐·费尔南德斯反彈入網，澳大利亚意外收获一球。尽管如此，比赛还是以阿根廷2比1胜利结束。阿根廷在半準决赛对阵荷兰，双方曾于2014年的準决赛交锋。上半场梅西妙傳給纳维尔·莫利纳射入領先一球，下半場梅西再射入十二碼罰球以两球拉开优势，滿以為阿根廷可順利晉級之際，下半场临近结束前被荷兰的入替球員沃特·韦霍斯特连追两球，硬把比赛拖入加时赛。结果加时赛双方均未进球，须以互射十二碼决定胜负。阿根廷门将埃米利亚诺·马丁内斯成功拦下荷兰隊维吉尔·范戴克和史堤芬·貝格曉斯的两個射門，之后费尔南德斯射失一球，让比赛由拿達路·馬天尼斯的一球定胜负。最终阿根廷在互射十二碼以4比3取胜，成功晋级準决赛。阿根廷準决赛对手克罗地亚与阿根廷在2018年小组赛阶段有交手，当时克罗地亚以3比0血洗阿根廷。但今次對陣上半场梅西再射入十二碼罰球先開紀錄，五分钟后阿尔瓦雷斯单刀破门令阿根廷以兩球領先半場，下半场阿尔瓦雷斯在梅西助攻下在下一城，最终让阿根廷以同样的3比0回报克罗地亚，八年内两度晋级世界杯决赛。

### 法国
卫冕冠军法国队小组赛阶段分入D组。在对阵澳洲的首场比赛中，法国开场不到9分钟就被对方的克雷格·古德温攻陷，不过幸好被奥利维耶·吉鲁的双响炮及阿德里安·拉比奥和基利安·姆巴佩各一球救场，以4比1取胜。第二場分組賽，法国以2-1攻克了组织严密、进攻威胁性强的丹麦，成为第一支顺利晋级淘汰赛的球队，同时打破了欧洲卫冕冠军球队1994年以来不入淘汰赛的魔咒。考虑到已经顺利出线，法国在之后对阵突尼斯的比赛中安排主力球员休息，最终0比1敗给了对手，此时法国仍以較佳得失球差壓倒同分的澳大利亚而以小組首名出線淘汰賽。
来到十六強赛，法国以3比1战胜C组次名出線的波兰，其中姆巴佩梅开二度，吉鲁贡献一球，波兰老将罗伯特·莱万多夫斯基完場前射入十二碼罰球破蛋。法國在半準决赛对阵老对手英格兰，开场奥雷利昂·赤瓦门尼禁區外遠射攻入一球，英格兰队长哈里·凯恩下半场射入十二碼罰球扳成平手，但法國的基奧特再攻入一球領先2比1。下半場末段英格蘭獲得本場第二個十二碼罰球，但之前射入十二碼的哈里·凯恩這次卻射失，法國維持2-1戰果战胜对手。半决赛对阵刚刚拿下伊比利亚半岛西葡兩國的大黑马摩洛哥，法国以特奥·埃尔南德斯和兰达尔·科洛·穆阿尼的两球胜利晋级决赛（自1998年巴西以來再有衛冕球隊晉身決賽），终结了摩洛哥在本届世界杯的旅程。

## 賽事

### 赛况
在88,966名观众的见证下，比赛于当地时间晚6点正式开始，法国队先开球。阿根廷在上半場佔盡優勢。第23分钟，阿根廷的安赫尔·迪马利亚从左边路突入法国禁区时被奥斯曼·登贝莱放倒，阿根廷获得点球机会。负责主罚的梅西将球打入球门右下方死角破網，以1比0打開紀錄。第38分钟，阿根廷在後場截取法國的傳球後進行快速反擊，亚历克西斯·麦卡利斯特傳給迪马利亚再下一城，将阿根廷的优势扩大到两球。上半场结束前，法国换下2人，阿根廷半場以2比0暂时领先。
下半場開始，阿根廷一直領先法國到比賽後段，落後的法國再換入多名年輕替補球員，但仍未取回主導。至下半场第80分钟，一直處下風的法国，因兰达尔·科洛·穆阿尼在禁区被带倒，获得十二碼罰球机会。主罚的基利安·姆巴佩射入追回一球，入球後法國士氣大振，姆巴佩不到两分钟再进一球，成功扳成2-2平手，把比赛拖入加时赛。
加时赛下半场，梅西在門前補射入球，阿根廷再度領先。但法國在加時完結前五分鐘獲得本場的第二個十二碼罰球，姆巴佩射入十二碼再次追平，这也是姆巴佩在本场比赛中的第三枚进球，令他成为繼1966年世界杯決賽英格蘭的吉奧夫·赫斯特之后，第二位在世界杯决赛上演帽子戏法的球员。由于双方在加时赛阶段以3比3战平，比赛须由互射十二碼决出胜负，而这也是世界杯决赛史上第三次以互射十二碼決定勝負，前两次分别出现在1994年決賽巴西對義大利和2006年義大利對法國。值得一提的是，在加時賽結束前20秒，法國隊曾獲得一次绝杀阿根廷的機會，但科洛·穆阿尼的射門被阿根廷門將马丁内斯以單脚擋出，該次撲救被視爲是阿根廷奪冠的關鍵，亦被衆多媒體評為是「世界杯史上最重要的撲救」之一。读秒阶段，姆巴佩过掉C·罗梅罗进入阿根廷禁区，皮球被恩佐抢断并由替补出场的迪巴拉解围出边线，120分钟的比赛就此结束。
点球大战由法国队先出击。第一轮，法国的姆巴佩和阿根廷的梅西都成功射入。第二轮，法國的金斯利·科芒出击，但被阿根廷门将马丁内斯挡下，其后保羅·戴巴拿帮助阿根廷再入一球，阿根廷2比1领先。之后法国的赤瓦门尼意外射偏，阿根廷的莱昂德羅·帕雷德斯再进一球，法国队濒临衛冕失败的边缘。随后法国队的科洛·穆阿尼进球，但双方仍有两球差距，比赛的关键落在与阿根廷的蒙提尔身上。最终蒙提尔攻下阿根廷的第四球，帮助阿根廷在暌违36年后重夺大力神金杯。凭借这次冠军，阿根廷成为了世界杯三冠王，超越了两次夺冠的烏拉圭和法国，排名次于四次夺冠的義大利和德國，以及五次的巴西。阿根廷也是2002年日韩世界杯以来第一支夺得世界杯的南美球队和非欧洲球队，也是應屆美洲杯冠军第一次夺得世界杯。

### 詳細
| 2022年12月18日 18:00 AST |

| 阿根廷                    | 3–3 （加時賽） | 法國                      |
| ------------------------- | -------------- | ------------------------- |
| - 23'（）, 109' - 36'     | 報告           | - 80'（）, 81', 118'（）  |
|                           |                |                           |
| 進球 · 進球 · 進球 · 進球 | 4–2            | 進球 · 射失 · 射失 · 進球 |

| 路薩爾，卢赛尔体育场 觀眾人數：88,966 ：西蒙·馬齊尼亞克（波兰） |

| 阿根廷 | 法国 |

| GK                | 23 | 埃米利亚诺·马丁内斯   | 120+5' |        |
| RB                | 26 | 纳维尔·莫利纳         |        | 91'    |
| CB                | 13 | 克里斯蒂安·罗梅罗     |        |        |
| CB                | 19 | 尼古拉斯·奥塔门迪     |        |        |
| LB                | 3  | 尼古拉斯·達利亞費高   |        | 120+1' |
| DM                | 24 | 恩佐·费尔南德斯       | 45+7'  |        |
| CM                | 7  | 羅德里戈·迪·保羅      |        | 102'   |
| CM                | 20 | 亞歷克西斯·麥卡利斯特 |        | 116'   |
| RF                | 10 | 利昂内尔·梅西 (c)     |        |        |
| CF                | 9  | 朱利安·阿爾瓦雷斯     |        | 102'   |
| LF                | 11 | 安赫尔·迪马利亚       |        | 64'    |
| 替补球员：        |    |                       |        |        |
| MF                | 8  | 馬科斯·阿庫尼亞       | 90+8'  | 64'    |
| DF                | 4  | 貢薩洛·蒙提爾         | 116'   | 91'    |
| MF                | 5  | 莱昂德羅·帕雷德斯     | 114'   | 102'   |
| FW                | 22 | 拿達路·馬天尼斯       |        | 102'   |
| DF                | 6  | 赫尔曼·佩泽利亚       |        | 116'   |
| FW                | 21 | 保羅·戴巴拿           |        | 120+1' |
| 主教练：          |    |                       |        |        |
| 利昂内尔·斯卡洛尼 |    |                       |        |        |

| GK          | 1  | 雨果·洛里斯 (c)    |       |        |
| RB          | 5  | 儒勒·孔德          |       | 120+1' |
| CB          | 4  | 拉斐尔·瓦拉内      |       | 113'   |
| CB          | 18 | 達約特·烏帕梅卡諾  |       |        |
| LB          | 22 | 迪奧·靴南迪斯      |       | 71'    |
| CM          | 8  | 奥雷利昂·赤瓦门尼  |       |        |
| CM          | 14 | 阿德里安·拉比奥    | 55'   | 96'    |
| RW          | 11 | 奥斯曼·登贝莱      |       | 41'    |
| AM          | 7  | 安托万·格里兹曼    |       | 71'    |
| LW          | 10 | 基利安·麥巴比      |       |        |
| CF          | 9  | 奥利弗·吉鲁        | 90+5' | 41'    |
| 替补球员：  |    |                    |       |        |
| FW          | 12 | 兰达尔·科洛·穆阿尼 |       | 41'    |
| FW          | 26 | 马库斯·图拉姆      | 87'   | 41'    |
| FW          | 20 | 金斯利·科芒        |       | 71'    |
| MF          | 25 | 愛德華多·卡馬文加  |       | 71'    |
| MF          | 13 | 優素福·福法納      |       | 96'    |
| DF          | 24 | 伊布拉西马·科纳特  |       | 113'   |
| DF          | 3  | 阿素·迪沙斯        |       | 120+1' |
| 主教练：    |    |                    |       |        |
| 迪迪埃·德尚 |    |                    |       |        |

| 最佳球员： 利昂内尔·梅西（阿根廷） 旁證員： Paweł Sokolnicki（波兰） Tomasz Listkiewicz（波兰） 第四裁判： Ismail Elfath（美国） 預備助理裁判： Kathryn Nesbitt（美国） 视频助理裁判： Tomasz Kwiatkowski（波兰） 视频助理裁判助理： Juan Soto（委内瑞拉） Kyle Atkins（美国） Fernando Guerrero（墨西哥） 候补视频助理裁判助理： 巴斯蒂安·丹克特（德国） 候补助理视频助理裁判助理： Corey Parker（美国） | 賽事規則： - 90分鐘賽事。 - 90分钟内打平會進行30分鐘加時賽。 - 仍然賽和則會進行互射十二碼。 - 最多作出五個換人調動，假如進入加時賽可享有第六個換人調動。 - 比赛期间如有球员颈部以上部位遭到撞击导致无法比赛被迫换人，球队可获得一个脑震荡换人名额。同时为公平起见，对手亦额外增加一个换人名额。 |

### 统计
| 数据 | 阿根廷 | 法国 |
| ---- | ------ | ---- |
| 进球 | 2      | 0    |
| 射门 | 6      | 0    |
| 射正 | 3      | 0    |
| 扑救 | 0      | 1    |
| 控球 | 59%    | 41%  |
| 角球 | 2      | 0    |
| 犯规 | 10     | 11   |
| 越位 | 3      | 0    |
| 黄牌 | 1      | 0    |
| 红牌 | 0      | 0    |

| 数据 | 阿根廷 | 法国 |
| ---- | ------ | ---- |
| 进球 | 0      | 2    |
| 射门 | 6      | 6    |
| 射中 | 4      | 3    |
| 扑救 | 1      | 4    |
| 控球 | 45%    | 55%  |
| 角球 | 2      | 3    |
| 犯规 | 9      | 5    |
| 越位 | 0      | 2    |
| 黄牌 | 1      | 3    |
| 红牌 | 0      | 0    |

| 数据 | 阿根廷 | 法国 |
| ---- | ------ | ---- |
| 进球 | 1      | 1    |
| 射门 | 8      | 4    |
| 射正 | 3      | 2    |
| 扑救 | 1      | 2    |
| 控球 | 62%    | 38%  |
| 角球 | 2      | 2    |
| 犯规 | 6      | 3    |
| 越位 | 1      | 2    |
| 黄牌 | 3      | 0    |
| 红牌 | 0      | 0    |

| 数据 | 阿根廷 | 法国 |
| ---- | ------ | ---- |
| 进球 | 3      | 3    |
| 射门 | 20     | 10   |
| 射正 | 10     | 5    |
| 扑救 | 2      | 7    |
| 控球 | 54%    | 46%  |
| 角球 | 6      | 5    |
| 犯规 | 26     | 19   |
| 越位 | 4      | 4    |
| 黄牌 | 5      | 3    |
| 红牌 | 0      | 0    |

## 颁奖仪式

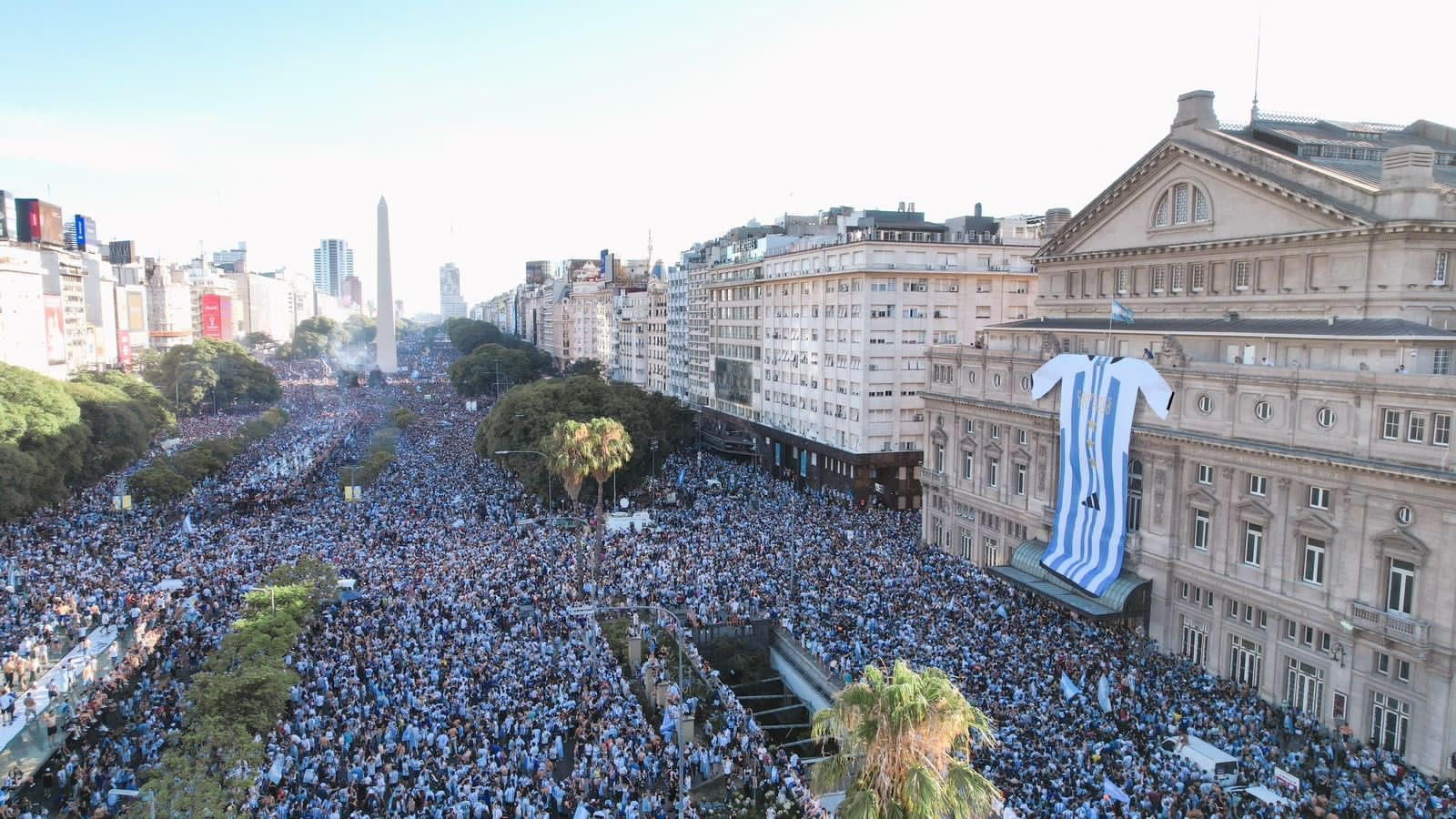
卡達舉行頒獎典禮同時，布宜诺斯艾利斯七月九日大道上擠滿慶祝阿根廷隊奪冠的球迷。

颁奖仪式于比赛结束后举行。国际足联主席詹尼·因凡蒂诺、法国总统埃马纽埃尔·马克龙、卡塔尔埃米尔塔米姆·本·哈迈德·阿勒萨尼、阿根廷足球协会主席克劳迪奥·塔皮亚、法國足球總會主席诺埃尔·勒格拉特、南美洲足球協會主席亚历杭德罗·多明格斯和歐洲足球協會聯盟主席亚历山大·切费林为两支球队及各个奖项的获奖者颁奖。仪式开始前，1986年阿根廷夺冠时的球员塞尔希奥·巴蒂斯塔和内里·蓬皮多将大力神杯带入球场。
在本场比赛中表现绝佳的梅西获得世界杯金球奖，成为两夺世界杯金球奖的第一人。法国队的姆巴佩凭借决赛圈期间共计八枚进球获得金靴奖。阿根廷门将埃米利亚诺·马丁内斯获得金手套奖，21岁的小将恩佐·费尔南德斯获得最佳年轻球员奖。在为亚军法国队颁发奖牌后，冠军阿根廷队登上领奖台。卡塔尔埃米尔阿勒萨尼为最后出场的阿根廷队长梅西穿上阿拉伯传统服饰比什特，之后与因凡蒂诺将大力神杯交给梅西。站在领奖台中央的梅西高举大力神杯，与队友们一同庆祝胜利。
比赛结束后，阿根廷各地举行了盛大的庆祝活动，包括首都布宜诺斯艾利斯和梅西家乡罗萨里奥。阿根廷政府宣佈為慶祝該國奪冠而於12月20日全國放假一天。与此同时，法国街头爆发了骚乱。12月20日，阿根廷队抵达阿根廷首都布宜诺斯艾利斯，约四百万球迷参加夺冠游行，庆祝球队胜利。当天晚间，部分球迷与警方发生小规模冲突，致包括警方在内8人受伤，13人被逮捕。

## 争议
比赛结束第二天，法国《队报》发文投诉，认为梅西加时赛下半場补射破门的入球不能算是合法入球，因为入球時阿根廷有两名後備球员进入球场范围。根据国际足球联合会理事会《足球比赛规则》第3章“球员”第9条，球證在进球后、比赛恢复前察觉到场地内有进球一方的多出人员（场上队员、替补队员、已替换下场球员、被罚下场球员及球队其他工作人員），则要在多出人员所在位置开任意球，反之判進球有效。对此，波兰主裁判马齐尼亚克晒出手机图片，显示姆巴佩在加時下半場射入十二碼罰球的时候，法国队的七名球员也冲进球场庆祝。与此同时，法国联署网站MesOpinions出现了一项要求决赛重新比赛的联署，得到近20万名球迷签名。相应地，阿根廷球迷也在Change.org发起联署，请求“法国人别再哭泣”，收获65万个签名。
2023年1月13日，国际足联纪律委员会发表声明，宣布引用《国际足联纪律守则》第11条（冒犯性行为及违反公平竞争原则）和第12条（球员和裁判员不当行为）、《2022年国际足联世界杯纪律守则》第44条和《2022年国际足联世界杯媒体和营销条例》，对阿根廷在决赛上的行为进行调查。声明未明确指出具体的违规行为，但半岛电视台列出了两件可能有关的事件：一是阿根廷门将马丁内斯在接受金手套奖奖杯时作出不雅动作，二是马丁内斯在布宜诺斯艾利斯的胜利游行中抱着姆巴佩的大头娃娃嘲笑法国球员。

## 備註
1. ↑  每隊只允許作出三次換人調動程序，假如進入加時賽可享有第四次換人機會。於中場休息後、加時賽展開前和加時賽中場休息後作出的換人調動，則不會被計算在內。
2. ↑  阿根廷门将埃米利亚诺·马丁内斯全场未对法国队球员犯规，唯一一张黄牌因不君子行為被罚。
3. ↑  在阿拉伯世界中，謝赫為一個人披上比什特是尊敬與欣賞的表現。為了不讓球員的球衣被遮住，世界盃官員此前特別請服飾店使用最輕、最透明的質料製作這件比什特[49]。

## 外部連結
- 官方网站